# Hans Ludwig
Hans Ludwig (Sossenheim, 27 gennaio 1885 – Oberursel, 4 giugno 1964) è stato un ciclista su strada e pistard tedesco, fu il primo vincitore del Deutschland Tour nel 1911.

## Palmares

### Strada
- 1908 (dilettanti)

Vienna-Berlino
- 1909 (Continental, due vittorie)

Giro di Franconia
Giro dell'Hannover
- 1910 (Continental, tre vittorie)

Amburgo-Kiel-Flensburg-Amburgo
Giro dell'Hannover
Giro del Palatinato
- 1911 (Continental, due vittorie)

1ª tappa Quer durch Deutschland (Breslavia > Dresda)
Classifica generale Quer durch Deutschland
- 1912 (Continental & Rotax Nabe, due vittorie)

Giro di Francoforte sul Meno
Campionato dell'Alta Renania
- 1913 (Continental, tre vittorie)

Rund um den Spessart und die Rhön
2ª tappa Große Völkerschlachsfahrt (Dresda > Lipsia)
Classifica generale Große Völkerschlachsfahrt

### Pista
- 1911

Sei Giorni di Magonza (con Jean Rosellen)
- 1915

Mainz (Mezzofondo)
Hindenburg-Preis a Francoforte sul Meno (Mezzofondo)